# 尹伊桑
尹 伊桑（ユン・イサン、Isang Yun, 1917年9月17日 - 1995年11月3日）は、日本統治時代の朝鮮で生まれた、ドイツの作曲家。

## 経歴

### 留学まで
日本統治時代の朝鮮慶尚南道統営出身。本貫は咸安。イサン・ユンとも。東ベルリン事件以降は西ドイツに帰化し、韓国の地を踏むことはなかったが、度々北朝鮮を行き来した。
5歳の時から3年間漢学を教える寺子屋に通い、8歳の時に統営公立普通学校に入学。13歳の時にヴァイオリンを習って旋律を作曲し、町内映画館で自作の旋律が流れるのを聞いて作曲家を志した。父は音楽家になることに反対であり、統営協成商業学校に進学したが、2年後京城で軍楽隊出身のヴァイオリニストから和声法を習い、図書館の楽譜から独学で音楽を学んだ。
商業学校に進学すれば音楽を学んでもよいという父からの許しを得て、1935年大阪市にある商業学校に入学し、大阪音楽学院でチェロ、作曲、音楽理論を習った。1937年統営に戻り華陽学院で教鞭をとりながら、初の童謡集「牧童の歌」を書いた。1939年日本に再渡航し、東京で池内友次郎から対位法と作曲を師事した。1941年戦争に突入すると朝鮮半島へ戻り、1944年独立運動で2か月間投獄された。結核で倒れ、京城帝大病院に入院中に1945年8月の日本の敗戦を迎えた。

### 留学後

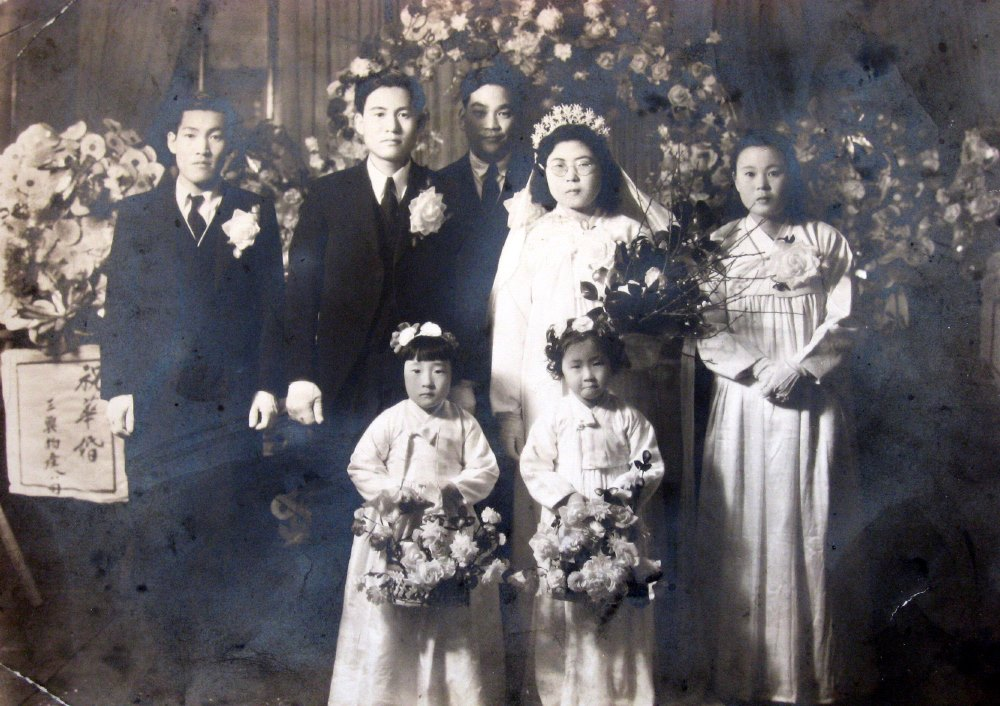
尹伊桑と李水子（イ・スジャ）の結婚式（1950年1月30日）

戦後、韓国で音楽の教員として教鞭をとった後、1956年にパリ国立高等音楽院に留学。その地でオリヴィエ・メシアンを知り、「この国（フランス）は現代音楽には非常に厳しい、ドイツのほうが現代音楽をやりやすい。ダルムシュタット講習会に参加したらよい」というメシアンのアドバイスを受けドイツに移り、1957年ベルリン芸術大学に入学した。すでに40歳を目前に控えたにもかかわらず、ヨーゼフ・ルーファーから十二音技法を厳しく教わった。このことで、自作品リストからは前述の童謡集のような類まですべて撤回され、大学入学後の作品しかない。「ピアノのための五つの小品」、「7つの楽器のための音楽」、「弦楽四重奏曲第3番」は彼のデビュー作となり、「7つの楽器のための音楽」はレコードまで発売され、その作品の指揮を行った人物がフランシス・トラヴィスであった。以後数十年にわたり、トラヴィスは尹を積極的に応援した。
1963年には北朝鮮を訪れ、金日成とも親交を持った。しかし1967年6月17日、西ベルリンにて KCIA によって拉致され、ソウルに送還された（東ベルリン事件）。そして拷問の末、スパイ容疑で死刑を宣告されたが、イーゴリ・ストラヴィンスキーとヘルベルト・フォン・カラヤンが主導した韓国政府への請願運動に、ルイージ・ダッラピッコラ、ハンス・ヴェルナー・ヘンツェ、ハインツ・ホリガー、マウリシオ・カーゲル、ヨーゼフ・カイルベルト、オットー・クレンペラー、リゲティ・ジェルジュ、アルネ・メルネス、ペア・ノアゴー、カールハインツ・シュトックハウゼンなど約200人の芸術家が署名した。1967年12月13日に無期懲役を宣告されたが再審で減刑を受け、1969年2月25日大統領特赦で釈放された。

### 作風の確立
尹は西ドイツに追放され、韓国国内で尹の音楽は演奏を禁止された。
1969年から1970年までハノーファー音楽大学に勤め、1971年に西ドイツに帰化した。その後祖国統一汎民族連合のヨーロッパ本部議長を務めるなど韓国の民主化運動にも力を貸した。1980年の光州民主化運動の動静を聞くと、交響詩「光州よ、永遠に」を書き翌年発表した。作品活動を続けながら、たびたび北朝鮮を訪れた。1982年から毎年北朝鮮では尹伊桑音楽祭が開催され、韓国でも尹の音楽が解禁された。
「傷ついた龍」などのインタビューでも何度となく触れたのが、韓国の民俗音楽に基づく「主要音」と呼ばれる技法である。十二音技法ではすべての音が同等になるため、テンションが平等のままで推移する。尹はこれに「主要音」という概念を導入し、12の音のどれかに重力を与えることで、一本の旋律線に個性を与えたのである。しかも、1970年代は前衛の停滞期であり旋律の復権が各方面から叫ばれたため、尹の作風はその時代の波に完全に乗ることになった。彼はすでに50歳を過ぎていた。
1977年から1987年までベルリン芸術大学教授として在職し、作曲科教授として細川俊夫、嶋津武仁、古川聖、三輪眞弘、タデウシュ・ヴィエレツキ、ベルンフリート・E・G・プレーベなどの弟子を育てた。アジア人の作曲の教授にヨーロッパ人の弟子がついたのは、ドイツ全体では尹がはじめてである。韓国人の弟子は姜碩煕（カン・スキ）が挙げられる程度である。
晩年にはまた、プフォルツハイムやシュトゥットガルト、ブレーメンなどでも作曲講習会を開き、孫弟子たちの育成にも熱心であった。プフォルツハイムで行われた講習会にはイ・ギュボンが参加しており、彼はその数年後に入野賞を受賞した。
1980年代は「全人類に訴える」ためにオクターブや協和音程も躊躇なく使われているが、作曲法が変更されていないためヴァイオリン協奏曲第3番のような死の直前の作品ですら朝鮮半島由来の強烈な旋律は健在であった。

### 晩年
金日成との対談の動画も残されている尹だが、1994年の東京ですべての政治的活動を中断すると発表した 。同年9月、ソウル・釜山・光州などで尹伊桑音楽祭が開催された。尹は参加しようとしたが健康が悪化して入院した。この時、彼の所持品には安淑善の南道民謡レコードがあった。晩年まで創作意欲は衰えることなく、1995年には最後のオーケストラ作品「焔に包まれた天使」が東京で演奏されたが、すでに健康を害して来日できず、1995年11月3日午後4時20分、ドイツ・ベルリンの病院で肺炎のため死去した。
出版作品は全曲がBote & Bockから発売され、渡独以降は未出版作品が存在しなかった。しかし、Bote & Bockは経営破綻を迎え、ブージー・アンド・ホークスに吸収合併された。著作権使用料なども同時に高額になったと見られる。日本では、生前の扱いに比べると2010年代以降は尹のオーケストラ作品が定期演奏会で取り上げられることは少なくなっている。
愛知芸術文化センターには、尹の出版譜がかなりの数所蔵されている。開架されていないが、一般人も利用できる。
2006年には盧武鉉政権の下、東ベルリン事件が朴正煕政権によるフレーム・アップであったことが確認 され、政治的にも名誉回復がなされた。2007年9月14日、未亡人の李水子が尹伊桑誕生90周年記念祝典に参加するため、40年ぶりに韓国を訪れた。1999年の「尹伊桑音楽の夕べ」、および2000年の「統営現代音楽祭」以来、尹伊桑を記念する音楽祭が故郷の統営で開かれており、2014年からはこの年に設立された統営国際音楽財団を基盤に、「統営国際音楽祭」と「尹伊桑国際音楽コンクール」が開催されている。

## 作品
「ピアノのための5つの小品」以前の作品は撤回または破棄されているため、弦楽四重奏曲第1番と第2番がどのような作品であったのかは不明であったが、実は本人は所蔵しており近年復活蘇演が行われた。日本やフランスで作った習作は「なかったこと」にされているが、今後の研究が待たれる。
代表作には光州事件をモチーフにした『光州よ、永遠に』、ベルリン・フィル100周年の依嘱作品『交響曲第1番』、サントリーホール落成記念のための依嘱作品『交響曲第4番 《暗黒の中で歌う》』、無伴奏オーボエのための「ピリ」等が有名で、著作にインタビュー形式の『傷ついた龍』がある。秋吉台国際音楽祭では弟子の細川俊夫のリクエストにより「イマージュ」が演奏されており、1980年代以降に顕著になった協和音程を重視した活動よりも、その時期の尹の作品を推す音楽家も少なくない。
美学上の理由により、電子音楽は一切残していない。もともと現代音楽の前衛的な側面には否定的な態度で臨んでいたが、弟子には「12音で与えられた編成で、限界まで自分の音で書いて来い」と命じるなど、西洋音楽の伝統への敬意は終生変わることはなかった。1970年代ごろになり、前衛運動に陰りが見えたころに入って「確かに新しさを追求することは難しくなったが、作家性は回復したので自分には都合が良かった」と語っている。その後、交響曲や協奏曲など西洋の伝統を意識した力作を立て続けに発表し、名声が確立したのは1980年代であり、60歳を過ぎてから大作曲家と認識された点が際立っている。委嘱が集中してもそれを断ることがなかったため、ほぼ仕事部屋に篭りきりで「牢屋の生活」とも述べた。
その作曲法はきわめて個性的なもので、「一本の旋律線を極端に長く描くため、五線フルスコアを横に並べきり、ひとつの楽器をその並べきった終わりまで書いてゆく」ものだったと伝えられる。作曲の発想はクセナキスや湯浅譲二と同じくグラフィックであったと考えられる。

### オペラ
- リゥ・トゥンの夢 （1965年）
- シム・チョン （1971年–1972年）

### 交響曲
- 交響曲第1番 （1982年–1983年）
- 交響曲第2番 （1984年）
- 交響曲第3番 （1985年）
- 交響曲第4番「暗黒の中で歌う」（1986年）[6]
- 交響曲第5番（バリトンと管弦楽のための） （1987年）
- 室内交響曲第1番 （1987年）
- 室内交響曲第2番「Den Opfern der Freiheit」 （1989年）

### 管弦楽曲
- Bara, for small orchestra （1960年）
- 交響的情景 （1960年）
- Colloïdes sonores, for strings （1961年）
- Fluktuationen （1964年）
- リアーク （1966年）
- Konzertante Figuren, for small orchestra （1971年）
- Harmonia, for 16 winds, harp & percussion （1974年）
- ムアーク （1978年）
- 光州よ、永遠に （1981年）
- Impression for small orchestra （1986年）
- Mugung-Dong (Invocation) for winds, percussion and double bass （1986年）
- タピス、弦楽五重奏や弦楽オーケストラのために （1987年）
- Konturen （1989年）
- Silla （1992年）

### 協奏曲
- ヴァイオリン協奏曲第1番 （1981年）
- ヴァイオリン協奏曲第2番 （1983年–1986年）
- ヴァイオリン協奏曲第3番 （1992年）
- チェロ協奏曲 （1975年–1976年）
- フルート協奏曲 （1977年）
- クラリネット協奏曲 （1981年）
- オーボエとハープのための二重協奏曲 （1977年）
- ハープと管弦楽のためのファンファーレと追想 （1979年）
- Gong-Hu, for harp and strings （1984年）
- Dimensionen, for organ and orchestra （1971年）
- Duetto concertante, for oboe, English horn, and strings （1987年）
- Concerto for Oboe, Oboe d'amore, and Orchestra （1990年）

### 室内楽曲、独奏楽器のための作品
- 5つのピアノ小品 （1958年）
- Music for Seven Instruments （1959年; 初音源化した作品)
- 弦楽四重奏曲第3番 （1959年）
- 洛陽 （1962年）
- Garak （1963年）
- Gasa （1963年）
- Nore （1964年）
- Shao Yan Yin for Cembalo （1966年; ハン・カヤによるピアノ版もある)
- Images （1968年）
- リウル （1968年）
- Glissées für Violoncello solo （1970年）
- 無伴奏オーボエのためのピリ （1971年）
- ピアノ三重奏曲 （1972年–1975年）
- フルート、オーボエとヴァイオリンのための三重奏曲 （1973年）
- 無伴奏フルートのための練習曲 （1974年）
- Fragment for organ （1975年）
- Rondell （1975年）
- Duo for viola & piano （1976年）
- Pièce concertante （1976年）
- Königliches Thema for violin solo （1976年）
- Oktett for clarinet(bass clarinet), basson, horn & string quintet （1978年）
- Sonata for oboe & oboe d'amore, harp, viola/cello （1979年）
- Novellette （1980年）
- 間奏曲A （Interludium A）、ピアノ独奏（1982年）
- Concertino for accordion & string quartet （1983年）
- Inventionen for 2 oboes （1983年）
- Sonatina for 2 violins （1983年）
- Monolog for Bassoon for solo bassoon （1983年）
- クラリネット五重奏曲 （1984年）
- Duo for cello & harp （1984年）
- Inventionen for 2 flutes （1984年）
- フルート五重奏（1986年）
- 四重奏、4つのフルートのために（1986年）
- Rencontre for clarinet, cello & harp （1986年）
- バランスのために for harp （1987年）
- タピス （1987年）
- Contemplation for 2 violas （1988年）
- Distanzen for woodwind & string quintets （1988年）
- Festlicher Tanz, wind Quintet （1988年）
- 間奏曲、チェロとアコーディオンのために （1988年）
- 幻想的小品、3つの楽器のために （1988年）
- Quartet for flute, violin, cello & piano （1988年）
- 弦楽四重奏曲第4番 （1988年）
- Rufe for oboe & harp （1989年）
- Together for violin & double bass （1989年）
- 室内協奏曲第1番 （1990年）
- 室内協奏曲第2番 （1990年）
- 弦楽四重奏曲第5番 （1990年）
- ヴァイオリンソナタ （1991年）
- 管楽五重奏曲 （1991年）
- Espace I for cello & piano （1992年）
- Quartet for horn, trumpett, trombone & piano （1992年）
- 弦楽四重奏曲第6番 （1992年）
- クラリネット、ファゴット、ホルンのための三重奏曲 （1992年）
- Chinesische Bilder for recorder solo （1993年）
- Espace II for oboe, cello & harp （1993年）
- クラリネット五重奏曲第2番 （1994年）
- Ost-West-Miniaturen for oboe & cello （1994年）
- オーボエ四重奏曲 （1994年）

### 声楽曲
- Om mani padme hum （1964年）
- Ein Schmetterlingstraum （1968年）
- An der Schwelle （1975年）
- Der weise Mann （1977年）
- Der Herr ist mein Hirte （1981年）
- O Licht... （1981年）
- わが国土、わが民族よ! （1987年）
- 焔に包まれた天使 （1994年）
- エピローグ （1994年）

## 国際尹伊桑作曲賞
40歳以下の若手作曲家を対象とした国際作曲コンクールが2007年ソウルで開かれた。優勝者はドイツ在住中国人のリン・ワン。2009年度の優勝者はスペインのマヌエル・マルティネス・ブルゴス。2011年度の優勝者は中国のチェン・フイフイ。2013年の優勝者は韓国のパク・ミュンフン。
なお、2015年に政府からの財政支援が中断され、作曲賞自体も中断を余儀なくされている。